# Edward Lee (Karambolagespieler)
Edward Lancaster Lee (* 29. September 1905 in New York City; † 18. Mai 1969), war ein US-amerikanischer Dreibandspieler und Weltmeister.

## Karriere
Obwohl Dreiband in den USA zu diesem Zeitpunkt noch populär war, spielten die meisten US-Spieler in eigenen, separaten Weltmeisterschaften in ihrem Land. Dominiert wurden diese von Willie Hoppe und Welker Cochran. Edward Lee war der erste US-Amerikaner der die UMB-Weltmeisterschaft gewinnen konnte. Im Finale von 1936 konnte sich Lee gegen seinen Landsmann Eugene Deardof behaupten und ungeschlagen den Titel gewinnen.
Als Amateur, den ehrwürdigen New York Athletic Club vertretend, gewann er 1931 die National Association of Amateur Billiard Players Championship gegen Alfredo de Oro (Jun.), Sohn des kubanischen Weltmeisters Alfredo de Oro mit 50:27 in 73 Aufnahmen und einer Höchstserie von 16.
Lee war zudem Amateurlangstreckenschwimmer, in der er ebenfalls US-Champion war.